# Llista dels rius més llargs

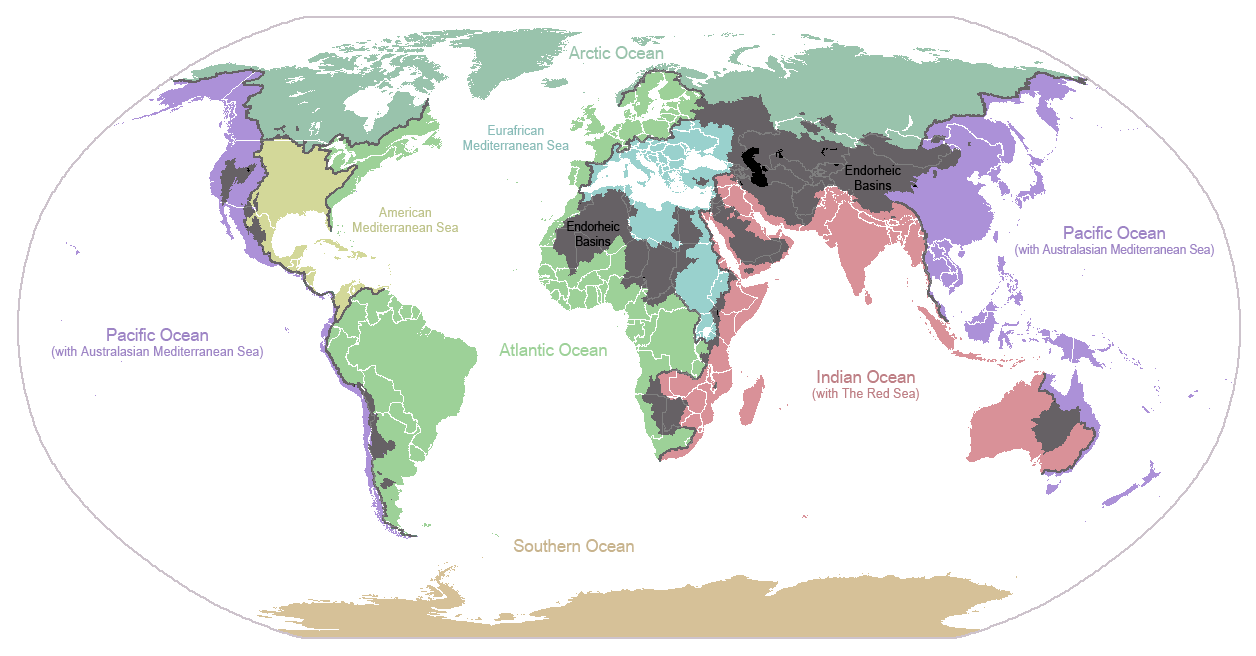
Mapa de les conques hidrogràfiques corresponents a cada oceà, i de les conques endorreiques.

Aquesta és la llista dels rius més llargs de la Terra, per sobre de 1.000 kilòmetres de longitud.
En alguns casos, el curs fluvial que s'ha considerat no és exactament el del riu principal, sinó el del seu tributari més llarg sumat al tram final del riu principal propi. No s'han inclòs a la llista de rius més llargs els que són tributaris d'un altre riu. Quan hi ha dades que provenen d'una font alternativa, aquestes s'expressen a la taula entre parèntesis.

## Discussions sobre la llargada d'alguns rius

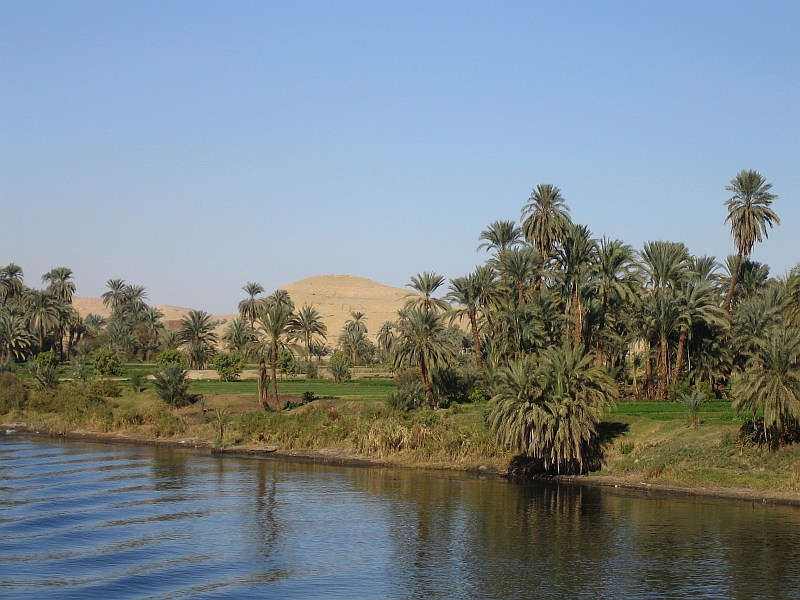
Vista del riu Nil, entre Luxor i Assuan, a Egipte.

En molts casos, hi ha diversos criteris per mesurar la longitud d'un riu o d'un sistema fluvial, cosa que ha provocat algunes discussions.
El Nil sòl ser considerat el riu més llarg del món, amb una longitud aproximada de 6.650 km, i l'Amazones el segon més llarg, amb almenys 6.400 km. A les darreres dècades s'ha intensificat el debat sobre el veritable naixement i, per tant, sobre la llargada efectiva de l'Amazones. Estudis fets el 2007 al Brasil i el 2008 al Perú afegeixen al curs total el canal fluvial que va des de la boca sud de l'Amazones a través dels canals mareals i de l'estuari del Pará i del Tocantins, i conclouen que l'Amazones té una llargada de 6.992 km i que és més llarg que el Nil, amb una longitud calculada en 6.853 km. Però això deixaria el riu Tocantins com a tributari de l'Amazones, i caldria treure'l de la llista següent. El cert és que el 2010 la llargada de tots dos rius segueix estant oberta a interpretació i debat continuat.

## La llista
| |      |           |        |              |             |
| \| Continents per color \| Continents per color \| Continents per color \| Continents per color \| Continents per color \| Continents per color \| \| -------------------- \| -------------------- \| -------------------- \| -------------------- \| -------------------- \| -------------------- \| \| Àfrica \| Àsia \| Austràlia \| Europa \| Nord-amèrica \| Sud-amèrica \| |      |           |        |              |             |
| Continents per color |      |           |        |              |             |
| Àfrica | Àsia | Austràlia | Europa | Nord-amèrica | Sud-amèrica |

|     | Riu o sistema fluvial                                                      | Llargada (km)  | Conca (km²) | Cabal mitjà (m³/s) | Cos d'aigua on desguassa       | Països de la conca |
| --- | -------------------------------------------------------------------------- | -------------- | ----------- | ------------------ | ------------------------------ | --- |
| 1.  | Nil – Kagera                                                               | 6.650 (6.853)  | 3.254.555   | 2.830              | Mar Mediterrània               | Etiopia, Eritrea, Sudan, Uganda, Tanzània, Kenya, Ruanda, Burundi, Egipte, República Democràtica del Congo, Sudan del Sud                    |
| 2.  | Amazones – Ucayali – Apurímac                                              | 6.400 (6.992)  | 7.050.000   | 209.000            | Oceà Atlàntic                  | Brasil, Perú, Bolívia, Colòmbia, Equador, Veneçuela, Guyana                                                                                  |
| 3.  | Iang-Tsé (Chang Jiang)                                                     | 6.300 (6.418)  | 1.800.000   | 31.900             | Mar de la Xina Oriental        | Xina |
| 4.  | Mississipi-Missouri-Jefferson                                              | 6.275          | 2.980.000   | 16.200             | Golf de Mèxic                  | Estats Units (98,5%), Canadà (1,5%) |
| 5.  | Ienissei-Angarà-Selengà                                                    | 5.539          | 2.580.000   | 19.600             | Mar de Kara                    | Rússia (97%), Mongòlia (2,9%) |
| 6.  | Riu Groc (Huang He)                                                        | 5.464          | 745.000     | 2.110              | Bo Hai                         | Xina |
| 7.  | Obi-Irtix                                                                  | 5.410          | 2.990.000   | 12.800             | Golf de l'Obi                  | Rússia, Kazakhstan, Xina, Mongòlia |
| 8.  | Paranà – Riu de la Plata                                                   | 4.880          | 2.582.672   | 18.000             | Riu de la Plata                | Brasil (46,7%), Argentina (27,7%), Paraguai (13,5%), Bolívia (8,3%), Uruguai (3,8%)                                                          |
| 9.  | Congo-Chambeshi (Zaire)                                                    | 4.700          | 3.680.000   | 41.800             | Oceà Atlàntic                  | República Democràtica del Congo, República Centre-africana, Angola, República del Congo, Tanzània, Camerun, Zàmbia, Burundi, Ruanda          |
| 10. | Amur-Argun (Heilong Jiang)                                                 | 4.444          | 1.855.000   | 11.400             | Mar d'Okhotsk                  | Rússia, Xina, Mongòlia |
| 11. | Lena                                                                       | 4.400          | 2.490.000   | 17.100             | Mar de Làptev                  | Rússia |
| 12. | Mekong (Lancang Jiang)                                                     | 4.350          | 810.000     | 16.000             | Mar de la Xina Meridional      | Xina, Myanmar, Laos, Tailàndia, Cambodja, Vietnam                                                                                            |
| 13. | Mackenzie-Slave-Peace-Finlay                                               | 4.241          | 1.790.000   | 10.300             | Mar de Beaufort                | Canadà |
| 14. | Níger                                                                      | 4.200          | 2.090.000   | 9.570              | Golf de Guinea                 | Nigèria (26,6%), Mali (25,6%), Níger (23,6%), Algèria (7,6%), Guinea (4,5%), Camerun (4,2%), Burkina Faso (3,9%), Costa d'Ivori, Benín, Txad |
| 15. | Murray-Darling                                                             | 3.672          | 1.061.000   | 767                | Oceà Índic                     | Austràlia |
| 16. | Tocantins-Araguaia                                                         | 3.650          | 950.000     | 13.598             | Badia de Marajó, Oceà Atlàntic | Brasil |
| 17. | Volga                                                                      | 3.645          | 1.380.000   | 8.080              | Mar Càspia                     | Rússia |
| 18. | Xatt al-Arab – Eufrates                                                    | 3.596          | 884.000     | 856                | Golf Pèrsic                    | Iraq (60,5%), Turquia (24,8%), Síria (14,7%)                                                                                                 |
| 19. | Yukon                                                                      | 3.185          | 850.000     | 6.210              | Mar de Bering                  | Estats Units (59,8%), Canadà (40,2%) |
| 20. | Indus                                                                      | 3.180          | 960.000     | 7.160              | Mar d'Aràbia                   | Pakistan (93%), Índia, Xina |
| 20. | São Francisco                                                              | 3.180* (2.900) | 610.000     | 3.300              | Oceà Atlàntic                  | Brasil |
| 22. | Sirdarià – Naryn                                                           | 3.078          | 219.000     | 703                | Mar d'Aral                     | Kazakhstan, Kirguizstan, Uzbekistan, Tadjikistan                                                                                             |
| 23. | Salween (Nu Jiang)                                                         | 3.060          | 324.000     | 3.153              | Mar d'Andaman                  | Xina (52,4%), Myanmar (43,9%), Tailàndia (3,7%)                                                                                              |
| 24. | Sant Llorenç – Niàgara – Detroit – Saint Clair – Saint Marys – Saint Louis | 3.058          | 1.030.000   | 10.100             | Golf de Sant Llorenç           | Canadà (52,1%), Estats Units (47,9%) |
| 25. | Río Grande                                                                 | 3.057 (2.896)  | 570.000     | 82                 | Golf de Mèxic                  | Estats Units (52,1%), Mèxic (47,9%) |
| 26. | Danubi – Breg (Donau, Duna)                                                | 2.888*         | 817.000     | 7.130              | Mar Negre                      | Romania (28,9%), Hongria (11,7%), Àustria (10,3%), Sèrbia (10,3%), Alemanya (7,5%), Eslovàquia (5,8%), Bulgària (5,2%), Croàcia (4,5%)       |
| 27. | Zambezi (Zambesi)                                                          | 2.693*         | 1.330.000   | 4.880              | Canal de Moçambic              | Zàmbia (41,6%), Angola (18,4%), Zimbàbue (15,6%), Moçambic (11,8%), Malawi (8,0%), Tanzània (2,0%), Namíbia, Botswana                        |
| 28. | Ganges-Hugli-Padma (Ganga)                                                 | 2.620          | 907.000     | 12.037             | Golf de Bengala                | Índia, Bangladesh, Nepal, Xina |
| 28. | Amudarià -- Panj                                                           | 2.620          | 534.739     | 1.400              | Mar d'Aral                     | Uzbekistan, Turkmenistan, Tadjikistan, Afganistan                                                                                            |
| 30. | Nelson-Saskatchewan                                                        | 2.570          | 1.093.000   | 2.575              | Badia de Hudson                | Canadà, Estats Units |
| 31. | Kolimà                                                                     | 2.513          | 644.000     | 3.800              | Mar de la Sibèria Oriental     | Rússia |
| 32. | Ural                                                                       | 2.428          | 237.000     | 475                | Mar Càspia                     | Rússia, Kazakhstan |
| 33. | Colorado                                                                   | 2.333          | 390.000     | 1.200              | Golf de Califòrnia             | Estats Units, Mèxic |
| 34. | Oleniok                                                                    | 2.292          | 219.000     | 1.210              | Mar de Laptev                  | Rússia |
| 35. | Dnièper                                                                    | 2.287          | 516.300     | 1.670              | Mar Negre                      | Rússia, Belarús, Ucraïna |
| 36. | Columbia                                                                   | 2.250 (1.953)  | 415.211     | 7.500              | Oceà Pacífic                   | Estats Units, Canadà |
| 37. | Perla (Zhu Jiang)                                                          | 2.200          | 437.000     | 13.600             | Mar de la Xina Meridional      | Xina (98,5%), Vietnam (1,5%) |
| 38. | Irauadi (Irrawaddy)                                                        | 2.170          | 411.000     | 13.000             | Mar d'Andaman                  | Myanmar |
| 39. | Orinoco                                                                    | 2.101          | 1.380.000   | 33.000             | Oceà Atlàntic                  | Veneçuela, Colòmbia, Guiana |
| 40. | Tarim                                                                      | 2.100          | 557.000     |                    | Lop Nur                        | Xina |
| 41. | Orange                                                                     | 2.092          |             |                    | Oceà Atlàntic                  | Sud-àfrica, Namíbia, Botswana, Lesotho |
| 42. | Don                                                                        | 1.870          | 425.600     | 935                | Mar d'Azov                     | Rússia, Ucraïna |
| 43. | Pechora                                                                    | 1.809          | 322.000     |                    | Mar de Barents                 | Rússia |
| 44. | Limpopo                                                                    | 1.800          | 413.000     |                    | Oceà Índic                     | Moçambic, Zimbàbue, Sud-àfrica, Botswana |
| 45. | Indigirka                                                                  | 1.726          | 360.400     | 1.810              | Mar de la Sibèria Oriental     | Rússia |
| 46. | Senegal                                                                    | 1.641          | 419.659     |                    | Oceà Atlàntic                  | Guinea, Senegal, Mali, Mauritània |
| 47. | Uruguai                                                                    | 1.610          | 370.000     |                    | Oceà Atlàntic                  | Uruguai, Argentina, Brasil |
| 48. | Churchill                                                                  | 1.600          |             |                    | Badia de Hudson                | Canadà |
| 48. | Khatanga                                                                   | 1.600          |             |                    | Mar de Laptev                  | Rússia |
| 48. | Okavango                                                                   | 1.600          |             |                    | Delta de l'Okavango            | Namíbia, Angola, Botswana |
| 48. | Volta                                                                      | 1.600          |             |                    | Golf de Guinea                 | Ghana, Burkina Faso, Togo, Costa d'Ivori, Benín                                                                                              |
| 52. | Juba-Shabele                                                               | 1.580*         |             |                    | Oceà Índic                     | Etiòpia, Somàlia |
| 53. | Magdalena                                                                  | 1.550          | 263.858     | 9.000              | Mar Carib                      | Colòmbia |
| 54. | Godavari                                                                   | 1.465          | 312.812     | 3.061              | Golf de Bengala                | Índia |
| 55. | Colorado                                                                   | 1.438          |             |                    | Golf de Mèxic                  | Estats Units |
| 56. | Cooper-Barcoo                                                              | 1.420          |             |                    | Llac Eyre                      | Austràlia |
| 57. | Dnièster                                                                   | 1.411 (1.352)  |             |                    | Mar Negre                      | Ucraïna, Moldàvia |
| 58. | Ili (Yili)                                                                 | 1.400          |             |                    | Llac Balkhash                  | Xina, Kazakhstan |
| 58. | Warburton-Georgina                                                         | 1.400          |             |                    | Llac Eyre                      | Austràlia |
| 60. | Fraser                                                                     | 1.368          | 220.000     | 3.475              | Oceà Pacífic                   | Canadà |
| 61. | Kura (Mtkvari)                                                             | 1.364          |             |                    | Mar Càspia                     | Azerbaidjan, Geòrgia, Armènia, Turquia, Iran                                                                                                 |
| 62. | Brazos                                                                     | 1.352          |             |                    | Golf de Mèxic                  | Estats Units |
| 63. | Liao                                                                       | 1.345          |             |                    | Bo Hai                         | Xina |
| 64. | Dvinà Septentrional – Sukhona                                              | 1.302          | 357.052     | 3.332              | Mar Blanc                      | Rússia |
| 65. | Krishna                                                                    | 1.300          |             |                    | Golf de Bengala                | Índia |
| 66. | Narmada                                                                    | 1.289          |             |                    | Mar d'Aràbia                   | Índia |
| 67. | Lerma - Grande de Santiago                                                 | 1.270          | 119.543     |                    | Oceà Pacífic                   | Mèxic |
| 68. | Elba-Vltava                                                                | 1.252          | 148.268     | 711                | Mar del Nord                   | Alemanya, Txèquia |
| 69. | Rin                                                                        | 1.233          | 198.735     | 2.330              | Mar del Nord                   | Alemanya, França, Suïssa, Països Baixos, Àustria, Liechtenstein, Itàlia (participació mínima), Bèlgica, Luxemburg                            |
| 70. | Kızılırmak                                                                 | 1.182          | 115.000     | 400                | Mar Negre                      | Turquia |
| 71. | Riu Roig                                                                   | 1.149          | 143.700     | 2.640              | Golf de Tonkin                 | Xina, Vietnam |
| 72. | Kapuas                                                                     | 1.143          |             |                    | Mar de la Xina Meridional      | Indonèsia |
| 73. | Helmand                                                                    | 1.130          |             |                    | Llac Helmand                   | Afganistan, Iran |
| 74. | Sepik                                                                      | 1.126          | 77.700      |                    | Oceà Pacífic                   | Papua Nova Guinea, Indonèsia |
| 75. | Anadir                                                                     | 1.120          |             |                    | Mar de Bering                  | Rússia |
| 75. | Paraíba do Sul                                                             | 1.120          |             |                    | Oceà Atlàntic                  | Brasil |
| 77. | Draa                                                                       | 1.100          |             |                    | Oceà Atlàntic                  | Marroc |
| 78. | Gàmbia                                                                     | 1.094          |             |                    | Oceà Atlàntic                  | Gàmbia, Senegal, Guinea |
| 79. | Fly                                                                        | 1.050          |             |                    | Mar del Corall                 | Papua Nova Guinea, Indonèsia |
| 79. | Kuskokwim                                                                  | 1.050          |             |                    | Mar de Bering                  | Estats Units |
| 81. | Vístula                                                                    | 1.047          | 194.424     | 1.080              | Mar Bàltic                     | Polònia |
| 82. | Daugava                                                                    | 1.020          | 87.900      | 678                | Golf de Riga                   | Letònia, Belarús, Rússia |
| 83. | Loira                                                                      | 1.012          | 115.271     | 840                | Oceà Atlàntic                  | França |
| 84. | Essequibo                                                                  | 1.010          | 155.000     | 2.104              | Oceà Atlàntic                  | Guyana |
| 85. | Tajo (Tejo) (portuguès)                                                    | 1.006          | 80.100      | 500                | Oceà Atlàntic                  | Espanya, Portugal |